# Carl-Otto Larsson
Carl-Otto Larsson, född 31 augusti 1920 i Eggby församling, död 23 juni 2013 i Ronneby, var en svensk officer i Flygvapnet.

## Biografi
Larsson blev fänrik i Flygvapnet 1943. Han befordrades till löjtnant 1945, till kapten 1950, till major 1957, till överstelöjtnant 1962 och till överste 1966.
Larsson inledde sin militära karriär vid Västgöta flygflottilj (F 6). 1959–1962 blev han chef för Organisationsavdelningen vid Flygstaben. 1962–1966 var han stabschef vid Fjärde flygeskadern (E 4). 1966–1975 var han flottiljchef för Blekinge flygflottilj (F 17). Larsson avgick som överste 1975. Larsson var militärexpert vid 1960 års värnpliktsutredning.
Larsson gifte sig 1946 med Anna-Brita Malm; tillsammans fick de två barn, Annika och Staffan.

## Utmärkelser
- Kommendör av första klass av Svärdsorden, 6 juni 1974.[1]